# Incendios forestales en España
Los incendios forestales en España son, al igual que en otros países del sur de Europa, un problema de importantes consecuencias ambientales, económicas y sociales. Los incendios forestales se repiten periódicamente cada verano, afectando a decenas de miles de hectáreas de bosque. Cerca del 96 % de ellos son inflamados directamente por humanos. Información general sobre incendios forestales puede consultarse en la página oficial del Ministerio de Medio Ambiente.

## La lucha contra los incendios forestales
Los incendios forestales son una emergencia que se atiende hoy día mediante los planes de emergencias por incendios forestales.
El Ministerio de Medio Ambiente mantiene diversas reuniones de coordinación técnica con:
- Ministerio de Defensa (que tiene a la UME, Unidad Militar de Emergencias)
- Comité de Lucha contra Incendios Forestales (CLIF)
- Centro de Coordinación de la Información Nacional sobre Incendios Forestales (CCINIF)

### Los planes de emergencias por incendio forestal
Los planes de emergencias por incendio forestal y las agencias que lideran la emergencia en cada región son, por ejemplo:
- INFOCAT, de Cataluña-Barcelona. Lidera: Bomberos  Generalitat Cataluña[4]
- INFOCA, de Andalucía.
- INFOCAM, de Castilla-La Mancha.
- PROCINFO, de Aragón.
- INFOMUR, de la Región de Murcia.
- INFOEX, de Extremadura.
- INFOBAL, de Islas Baleares .

En España, hay agencias de las comunidades autónomas, medios de Asociaciones de Defensa Forestal (ADFs), de Protección Civil y medios estatales (dependientes del Gobierno de España). 
De entre estos últimos, están:

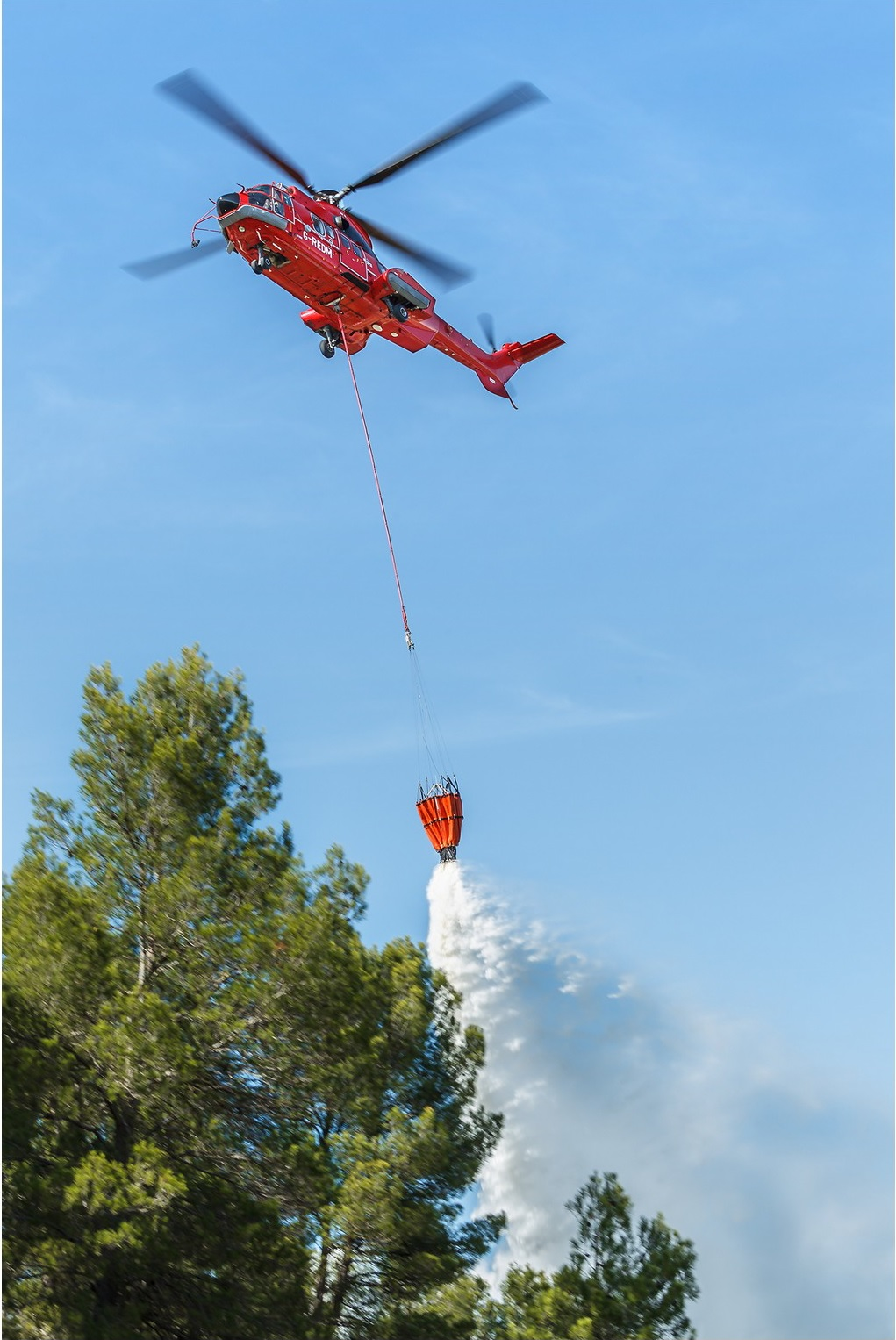
Helicóptero Eurocopter AS332 Super Puma Extinción Incendios operado por Babcock MCS España

- Las BRIF del Ministerio de Medio Ambiente, Brigadas de Refuerzo de Incendios Forestales, nacieron como consecuencia a los grandes incendios que se producen habitualmente en la temporada de verano, aquellos que superan las 500 ha, y los problemas de combate que estos representa, debido a su extensión, dificultad de ataque y alta peligrosidad (como así demuestran las cifras de muertos).
- La Unidad Militar de Emergencias (UME), es un cuerpo de las Fuerzas Armadas Españolas. Su trabajo es participar y ayudar cuando ocurren catástrofes o situaciones de emergencia.
- La Unidad Operativa de Fuegos Forestales agrupa a los servicios públicos de prevención, vigilancia y extinción de incendios forestales de la isla de Gran Canaria (Canarias). Depende de la Consejería de Medio Ambiente del Cabildo de Gran Canaria. Sus orígenes se remontan al año 2002 con la creación de los Equipos Presa especialistas en la gestión del combustible forestal mediante quemas prescritas.

## Causas de los incendios

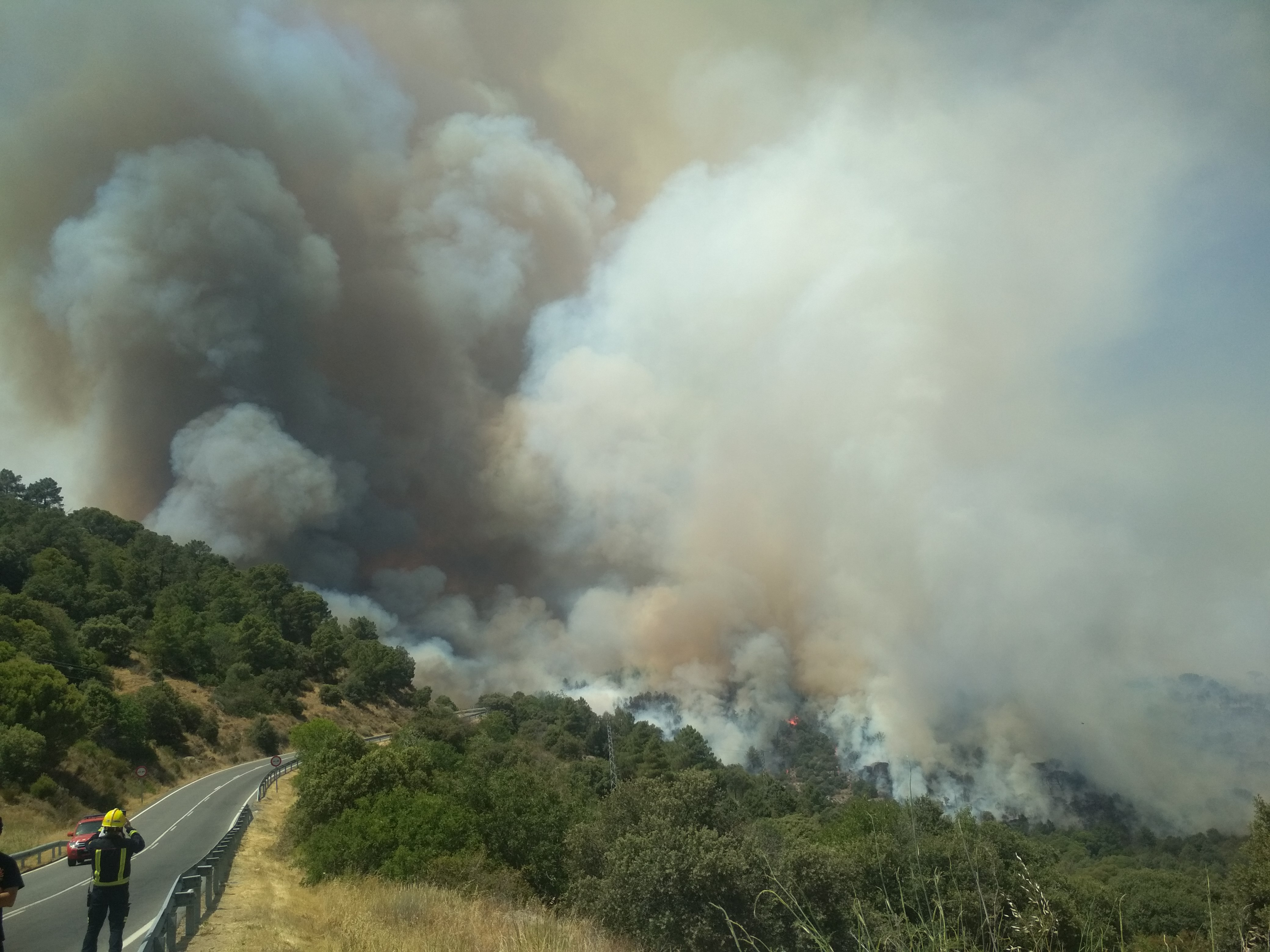
Incendio en Cenicientos en julio de 2019

En España durante el decenio 2005-2014 ardieron una media de 108 282 ha forestales cada año, es decir, un área equivalente a un cuadrado de 33 km de lado. La superficie afectada puede variar bastante de un año para otro, en función sobre todo de las circunstancias meteorológicas. En el año 2017 se quemaron 176 587 ha calcinadas en comparación con las 87 385 ha de 2016. Hubo 13 545 incendios, 53 de grandes dimensiones (GIFs).  
Las causas son múltiples, pero el 96 % se achaca a causas humanas, que incluyen los incendios intencionados o por descuido. Una combinación fatal de factores como: una política forestal inadecuada, despoblamiento, especies arbóreas rentables a la industria papelera que no son autóctonas y que son muy inflamables, y factores meteorológicos como altas temperaturas más allá del periodo estival.
Según la WWF la propia gestión de la lucha contra incendios deja mucho que desear. Para 2014 los presupuestos destinaban un 63 % a la extinción, un 13 % a la restauración y un 23 % a la prevención.

## Corrupción en la extinción de incendios
Desde 2015 la Audiencia Nacional investiga a una serie de empresas amparadas por la Asociación Española de Compañías Aéreas (AECA), por comportarse como un grupo criminal que presuntamente negoció y alteró el precio de los concursos públicos para la extinción de incendios. Se calcula un fraude de más de 250 millones de euros en concursos amañados para actuar en la Comunidad Valenciana, Cataluña, Baleares, Andalucía, Castilla y León, Castilla-La Mancha, Extremadura, Galicia, Canarias y Aragón. 
Los empresarios se reunían varias veces al año en el Hotel El Cruce de Manzanares (Ciudad Real) para inflar los precios de los vehículos y aeronaves destinadas a la extinción. Entre las compañías investigadas están -Avialsa, Trabajos Aéreos Espejo, Trabajos Aéreos Martínez Ridao, Transportes Aéreos Extremeños, Faasa o CEGISA, entre ellas- que  también consiguieron contratos en Italia, Chile y Portugal.